# Sylhet Shahi Eidgah

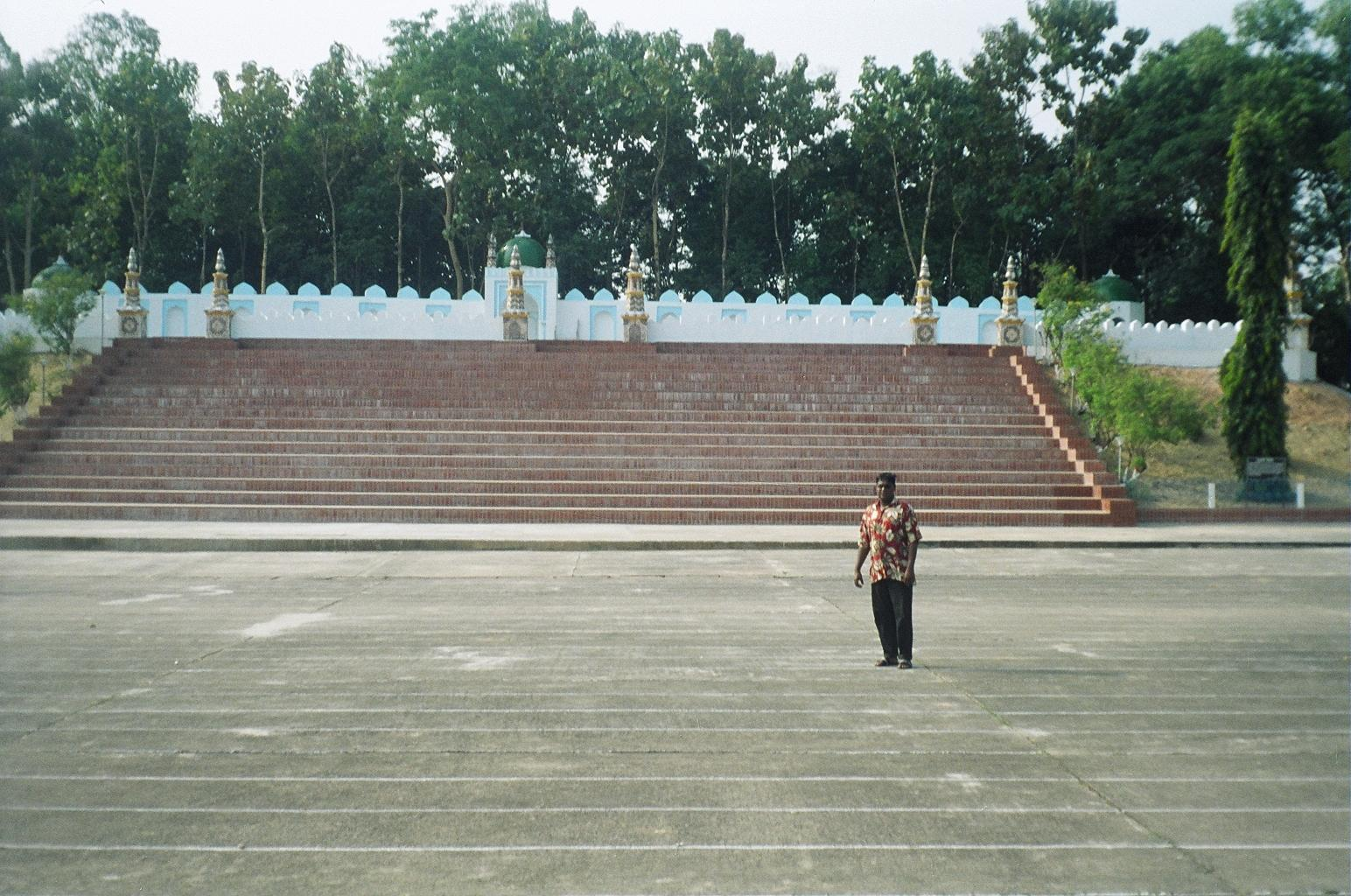
Gelände des Sylhet Shahi Eidgah.

Sylhet Shahi Eidgah (bengalisch সিলেট শাহী ঈদগাহ auch: Shahi Eidgah) ist ein Gebetsort (ʿĪdgāh, Festplatz) in Sylhet, im Nordosten von Bangladesch, drei Kilometer nördlich des Stadtzentrums. Er dient für die Feier des Fest des Fastenbrechens (Eid). Mehr als 100.000 Menschen können an diesem Idgah gleichzeitig ihr Gebet verrichten. Es ist auch eine der meistbesuchten Sehenswürdigkeiten in der Stadt. Außer für religiöse Veranstaltungen wurden auf dem Platz auch politische Veranstaltungen, wie Ansprachen von Mohandas Gandhi und Muhammad Ali Jinnah abgehalten und der Platz war Austragungsort von Gefechten der Muharram Rebellion.

## Geschichte

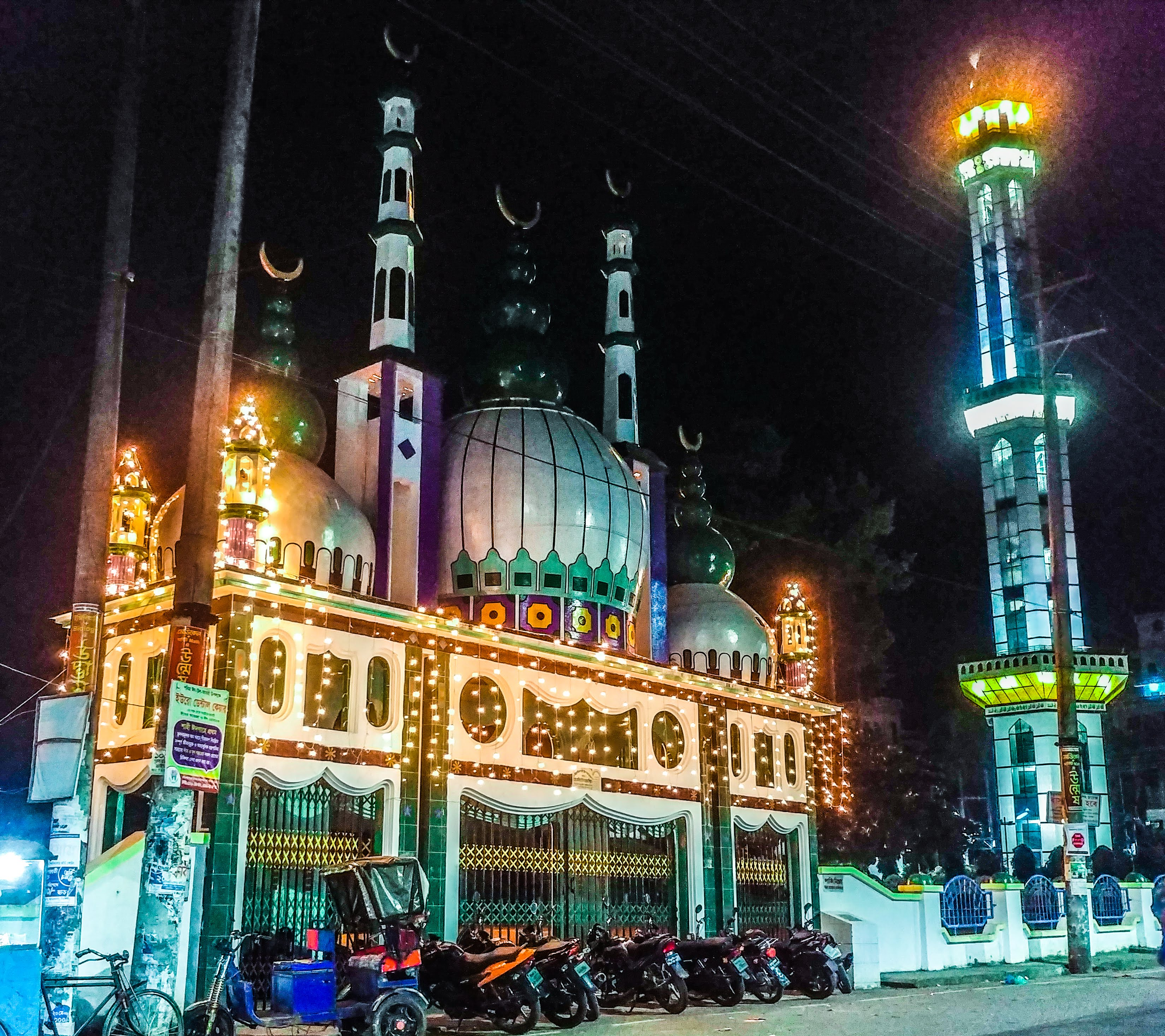
Der Eingang des Shahi Idgah bei Nacht

Während der Herrschaft des Mogulkaisers Aurangzeb wurde Farhad Khan zum Faujdar von Sylhet ernannt. Farhad Khan überwachte persönlich den Bau des Shahi Eidgah. Am 16. Dezember 1782 (10 Muharram 1197) führten die Pirzada von Sylhet und zwei religiöse Führer, Syed Muhammad Hadi und Syed Muhammad Mahdi (Hada Miah & Mada Miah), den ersten Aufstand gegen die Briten auf diesem Gelände an. Die beiden Brüder marschierten mit ihren Anhängern zu dem Gelände um eine Taʿziye-Prozession durchzuführen, aber offenbar wollten sie auch einen Überraschungsangriff auf die Briten ausführen. Der damalige Colonial Supervisor des Districts, Robert Lindsay, war jedoch gewarnt worden und kam mit bewaffneten Kontingenten und zwang die 'Rebellen' sich zu ergeben. Ein kurzes Scharmützel fand statt. Die Anführer der Rebellen starben. Hadi und die Pirzada wurden von Lindsay persönlich erschossen. Lindsay schreibt ausführlich über das so genannte Sylhet Uprising in seinen Tagebüchern.
Im 20. Jahrhundert sind die Tore erneuert worden.
Mohandas Gandhi hielt eine Rede im Zuge seiner Kampagne der Nichtkooperation und viele andere Politiker folgten dem Beispiel, wie zum Beispiel Muhammad Ali Jinnah, Mohammad Ali Jauhar (मुहम्मद अली जौहर), Huseyn Shaheed Suhrawardy and Abdul Kasem Fazlul Huq (আবুল কাশেম ফজলুল হক).

## Architektur

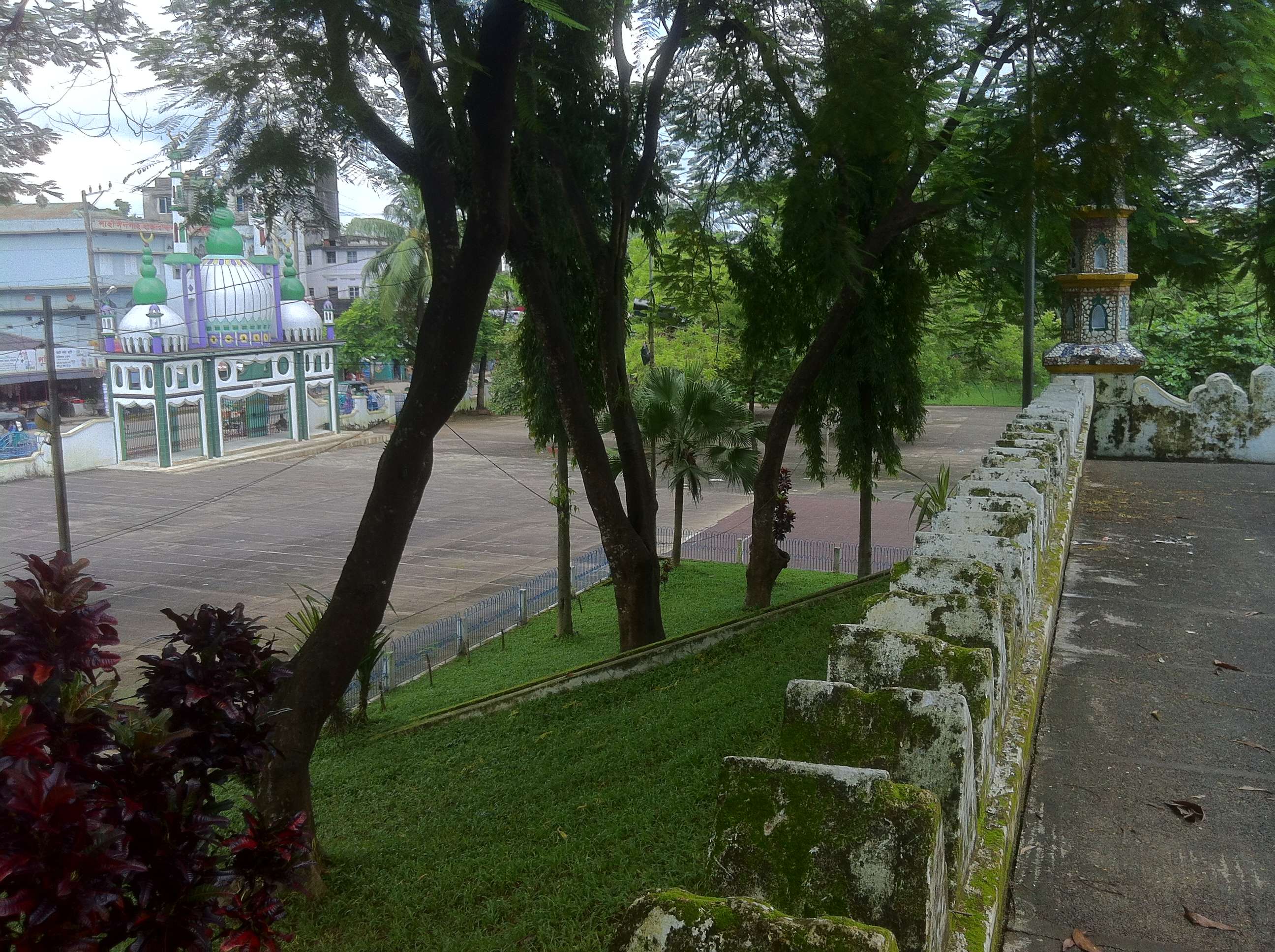
Der Linke Vordereingang des Shahi Idgah.

Der Festplatz liegt im Nordosten der Stadt zwischen Kazitula Road (SW) und Tilagor-Ambarkana Road (N). Der Gebetsort ist angelegt wie ein Mogul-Fort mit einer Umgebungsmauer und prächtigen Toren. Es gibt drei Tore und 15 Dome. östlich des Haupteingang liegt ein großes Basin („fukoir“ / „fukri“), welches für die rituellen Waschungen (Wudū') genutzt wird. Es gibt eine große Mihrāb in der Mitte der Mauer sowie weitere kleinere Mihrabs an verschiedenen Stellen. An den Begrenzungen des Idgah stehen zahlreiche Minarette mit Halbdomen.